# Dan Jørgensen
Dan Jannik Jørgensen (født 12. juni 1975 i Odense) er en dansk politiker,  
der siden december 2024 har været EU-kommissær for energi og boliger. 
Han var minister for udviklingssamarbejde og global klimapolitik 2022-2024 i SVM-regeringen og klima-, energi- og forsyningsminister 2019-2022 i den foregående socialdemokratiske mindretalsregering. Han var medlem af Folketinget for Socialdemokratiet fra 2015 til 2024, valgt i Fyns Storkreds. Han fik 14.874 personlige stemmer ved folketingsvalget 2015, og med den kandidat i Fyns Storkreds med flest personlige stemmer. Han var mellem 2013 og 2015 minister for fødevarer, landbrug og fiskeri i regeringerne Helle Thorning-Schmidt Regeringen Helle Thorning-Schmidt I og Regeringen Helle Thorning-Schmidt II. Forinden var han medlem af Europa-Parlamentet for Socialdemokratiet fra 2004 til 2013.

## Baggrund
Han er opvokset i Morud på Fyn og gik på Nordfyns Gymnasium i Søndersø på Nordfyn fra 1991 til 1994. Dan Jørgensen, der er cand.scient.pol., læste statskundskab ved Aarhus Universitet og University of Washington med specialisering i EU og politisk kommunikation.
Han var formand for den socialdemokratiske studenterorganisation Frit Forum Århus 2001-2002.
Dan Jørgensens indgang i politik var præget af mødet med formanden for Socialdemokratiet og tidligere miljøminister Svend Auken, som han mødte i forbindelse med arbejdet i Frit Forum i Århus.
Dan Jørgensen har tidligere dannet par med hhv. model og sundhedsfaglig konsulent Vibeke Lentz, influenceren Katherine Diez.,  skuespilleren Laura Bach og modellen Sofie Jagert.

## Europa-Parlamentet
Dan Jørgensen stillede første gang op til Europa-Parlamentet i 2004. Her blev han valgt med 10.350 personlige stemmer den 13. juni 2004. Dan Jørgensen blev næstformand i Miljøudvalget (ENVI).
Ved Europa-Parlamentsvalget 2009 var han sit partis spidskandidat. Dan Jørgensen opnåede genvalg med et personligt stemmetal på 233.266, hvilket er det fjerdehøjeste stemmetal en dansker har opnået ved et valg til Europa-Parlamentet.
Han var gruppeformand for de fire danske Socialdemokrater i Europa-Parlamentet, som udgjorde den største danske gruppe i Europa-Parlamentet.
I sin første periode i Europa-Parlamentet var han næstformand for udvalget for miljø, folkesundhed og fødevaresikkerhed, medlem af budgetkontroludvalget og suppleant i transportudvalget.
Dan Jørgensen beholdt i sin anden periode i Europa-parlamentet sin post som næstformand i udvalget for miljø, folkesundhed og fødevaresikkerhed. Han var også formand for Intergruppen for Dyrevelfærd.
Blandt de sager, Dan Jørgensen har beskæftiget sig med, er den omfattende kemikalielovgivningspakke REACH, der blev vedtaget i 2006. Dan Jørgensen har derudover beskæftiget sig med EU's klimamålsætninger og vedtagelsen af 20-20-20-mål, der blandt andet medfører, at EU i 2020 skal have nedsat fossil-CO2-udledningen med mindst 20 procent. Ligesom han har arbejdet aktivt for mere restriktive regler for dyrevelfærd i EU.
Dan Jørgensen er manden bag kampagnen mod lange dyretransporter www.8hours.dk. Dan Jørgensen blev kåret som Årets Dyreven af Dyrenes Beskyttelse i 2012.

## Fødevareminister
Dan Jørgensen blev i december 2013 udnævnt til minister for fødevare, landbrug og fiskeri i Helle Thornings-Schmidts regering.
I 2015 fremlagde han et lovforslag til en ændring af Dyreværnsloven, der blandt andet skulle forbyde dyresex i Danmark. Forslaget blev i april samme år vedtaget af et flertal af Folketingets partier. Som minister stod han samtidig også fadder til en ambitiøs økologiplan, Danmark fik en ny nationalret og der kom bedre regler for grises velfærd.

## Folketinget
Dan Jørgensen blev i juni 2015 valgt til Folketinget med 14.874 personlige stemmer, og blev dermed topscorer på Fyn.
Som medlem af Folketinget for Socialdemokratiet blev Dan Jørgensen i 2015 udlændingeordfører. I december 2017 gav han dette hverv videre til Mattias Tesfaye, da Dan Jørgensen blev næstformand i Socialdemokratiets folketingsgruppe.
Ud over at være næstformand i Socialdemokratiets folketingsgruppe var Dan Jørgensen medlem af Folketingets udlændinge- og integrationsudvalg og næstformand i NATO's parlamentariske forsamling.
Dan Jørgensen stod fra 2015 til 2017 i spidsen for Socialdemokratiets arbejde med at skrive et nyt principprogram. Socialdemokratiet kaldte selv processen for ”Danmarks største politiske samtale”. I 2017 blev det nye principprogram, Fælles om Danmark, vedtaget på partiets kongres, med forord af Dan Jørgensen og partiformand Mette Frederiksen.
Ud over hans hverv i Folketinget og i Europa-Parlamentet har Dan Jørgensen været ekstern lektor ved Institut for Statskundskab ved Københavns Universitet, ekstern lektor ved Seattle University, ekstern lektor ved Sciences Po i Paris, ekstern lektor ved DIS (Danish Institute for Study Abroad), ekstern lektor ved Institut for Statskundskab ved Aarhus Universitet og er adjungeret professor ved Aalborg Universitet.

## Klima- , energi- , og forsyningsminister (2019 - 2022)
Dan Jørgensen blev den 27. juni 2019 udnævnt til klima-, energi, - og forsyningsminister i Mette Frederiksens regering, som følge af Folketingsvalget i 2019.
Som klimaminister stod Dan Jørgensen bag Klimaloven, der skal reducere Danmarks nationale udledninger med 70 procent i 2030 i forhold til 1990. Udover Socialdemokratiet var Venstre, Dansk Folkeparti, Radikale Venstre, Socialistisk Folkeparti, Enhedslisten, Det Konservative Folkeparti og Alternativet med til at vedtage loven.
De følgende år forhandlede Dan Jørgensen som minister en række aftaler på plads, som skulle omsætte klimamålet til virkelighed. Dan Jørgensen stod som minister også bag en lov om at stoppe efterforskning af olie og gas i Nordsøen i 2050. Beslutningen om at stoppe for efterforskning af gas blev vedtaget i december 2020 med opbakning fra Venstre, Radikale Venstre, Dansk Folkeparti, SF og De Konservative. Dan Jørgensen stod også bag aftaler om at etablere såkaldte to energiøer, en i Nordsøen og en i Østersøen.
Dan Jørgensen og regeringens udspil til en aftale om elbiler vil tilføje 500.000 grønne biler (inkl. plugin hybrid biler) i 2030. Var udspillet blevet til aftale, ville det have betydet flere benzin- og dieseldrevne biler i 2030 i Danmark, end der var i 2020. Efter forhandlingerne med de øvrige politiske partier, blev det besluttet, at der ville være 775.000 flere grønne biler i 2030.
I juni 2022 indgik regeringen aftale om en grøn skattereform. Aftalen indførte blandt andet en ny CO2-afgift på industrivirksomheder. Efterfølgende sagde Dan Jørgensen, at med aftalen om grøn skattereform er Danmark nået mere end to tredjedele af vejen til målet om 70 procent reduktion af CO2-udledninger i 2030.
På trods af de mange aftaler, som bragte Danmark mere en to tredjedele af vejen mod at opfylde klimamålet, fik Dan Jørgensen løbende kritik fra venstrefløjen for, at udviklingen ikke gik hurtigt nok. Kritikere har blandt andet henvist til Klimarådet, som flere gange har efterlyst konkrete svar på, hvor de udestående CO2-reduktioner skal komme fra.
Dan Jørgensen er også blevet kritiseret for at tillade virksomheder at udvide infrastrukturen til fossile brændsler. Et eksempel er naturgasrøret til Lolland-Falster, med en omkostning på 699 millioner kroner. I et svar til Folketinget bekræftede Dan Jørgensen, at røret ikke vil reducere CO2-udledninger i Danmark på kort sigt eller skabe nye arbejdspladser.
Dan Jørgensen fik en "næse" i juni 2020 af et flertal i Folketinget for at forhale forhandlinger om biobrændstof.
Som følge af offentliggørelse af IPCCs rapport i august 2021, sagde Dan Jørgensen: "Alarmklokkerne burde bimle og bamle hos alle, der har med klimapolitik at gøre". Dan Jørgensen gentog i den forbindelse, at Danmark skal være en rollemodel for resten af verden, når det kommer til at gennemføre en grøn omstilling.
Kritikere har kaldt regeringens klimahandlingsstrategi for en "hockey-stav". Det betyder, at man planlægger at vente på at nye teknologier bliver billigere og mere tilgængelige og derfor får flest reduktioner i slutningen af årtiet. Denne strategi er blevet beskrevet af Enhedslistens Mai Villadsen som "sådan en "Bjørn Lomborgsk" drøm". Dan Jørgensen udtalte i sommeren 2021, at billedet med en hockeystav var blevet ”misfortolket på det groveste”, og at hvis der nogensinde havde været en hockeystav, ”så er den i hvert fald både knækket og smidt på bålet nu” med henvisning til de mange aftaler om CO2-reduktioner.
Den hjemlige kritik stod i modsætning til den internationale omtale af Danmark som et grønt foregangsland. Danmark har flere år i træk været det bedst placerede land ’Climate Change Performance Index’, hvor internationale grønne organisationer rangerer en række udvalgte landes indsatser på klimaområdet.
I september 2022 foreslog Dan Jørgensen at indføre en flyafgift og at oprette en ny rute for grøn indenrigsflyvning. Det blev til virkelighed med aftale om grøn omstilling af luftfarten fra december 2023.
Med aftalen mellem regeringen og parterne i Grøn trepart i juni 2024, hvor Danmark som det første land i verden besluttede at indføre en CO2-afgift på landbruget, har Danmark nu udsigt til at nå 2030-målet om at reducere med 70 % i 2030.
Dan Jørgensen er en hyppig formidler omkring klimaemnet. Eksempler på dette er en podcast på engelsk ved navn Planet A og en kampagne med blandt andet en video med daværende fødevareminister Mogens Jensen, der anbefaler danskerne at bruge flere grøntsager i deres frikadeller. Kampagnen kostede danske skatteyderne 1,2 million kroner.

## Minister for udviklingssamarbejde og global klimapolitik (2022 -)
Ved dannelsen af SVM-regeringen i december 2022 blev Dan Jørgensen udnævnt til minister for udviklingssamarbejde og global klimapolitik.
Der var tale om en ny ministerpost, som skulle sammentænke udviklingspolitik med international klimapoliti. Dan Jørgensen udtalte efter sin udnævnelse, at ”Denne nye måde at tænke udviklings- og international klimapolitik sammen på kommer til at forbedre Danmarks muligheder for at gøre en positiv forskel i verden, der hvor der er allermest brug for det,” og henviste blandt andet til at klimaforandringer medfører både tørke og oversvømmelser, som har stor betydning for udviklingspolitikken.
Dan Jørgensen har som minister for global klimapolitik spillet en fremtrædende rolle i forbindelse med FN’s årlige klimatopmøder. Allerede som klimaminister lancerede Jørgensen ’Copenhagen Climate Ministerial’, som tre år i træk har samlet ministre fra hele verden for at starte processen frem mod det årlige klimatopmøde.
Dan Jørgensen er også en af arkitekterne bag ’Beyond Oil and Gas Alliance’ (BOGA), som Danmark sammen med Costa Rica lancerede ved COP 26 i 2021. Alliancen har samlet en række nationale og subnationale regeringer, som alle har sat en slutdato for olie- og gasproduktion.
Blandt medlemmerne er Frankrig, Kenya og Californien. Året efter var Danmark med til at lancere havvindsalliancen ’Global Offshore Wind Alliance’ (GOWA), der har til mål at sikre minimum 380 gigawatt havvind globalt i 2030 og 2000 gigawatt i 2050.
Under COP 28 i Dubai i december 2023 blev han sammen med Barbara Creecy fra Sydafrika udnævnt til at forberede forhandlingerne realiseringen af målene i Paris-aftalen, den såkaldte ’globale stocktake’. Topmødet endte med en erklæring, om at verden skal væk fra olie, kul og gas. Det var tredje år i træk, at Dan Jørgensen havde en fremtrædende rolle i forbindelse med COP-forhandlingerne.
Dan Jørgensen har desuden været engageret i genopbygningen af Ukraine, blandt andet gennem Danmarks partnerskab med byen Mykolaiv. Han modtog 29. maj 2024 den ukrainske fortjenstorden af første grad fra Præsident Volodymyr Zelenskyy.